# Klášter svatého Jimrama (Řezno)
Klášter svatého Jimrama (také svatého Emmerama, latinsky Abbatia Sancti Emmerami, německy původně Reichsabtei Sankt Emmeram), je bývalé opatství řádu benediktinů ve městě Řezno při řece Dunaj, v zemském okrese Řezno, v dolním Bavorsku, v Německu. Jeho kostel je unikátně dochovanou středoevropskou památkou předrománské a románské architektury, kamenné plastiky a někdejší královskou nekropolí.  Klášter byl roku 1803 zrušen a v letech 1816- 1811 přestavěn na zámek. Areál kláštera je součástí starého města, které bylo prohlášeno za Světové dědictví UNESCO.  

## Dějiny
Svatý Jimram byl německý misijní biskup. Podle životopisce Arbea z Freisingu byl po své mučednické smrti pohřben v Aschheimu poblíž Mnichova, a jeho ostatky po 40 dnech odtud kolem roku 690 převezeny do kostela sv. Jiří v Řezně, na místo pozdějšího klášterního kostela sv. Jimrama. Jeho první hrob byl před jižní apsidou dnešního kostela. Přesné umístění a půdorys tohoto kostela není znám.

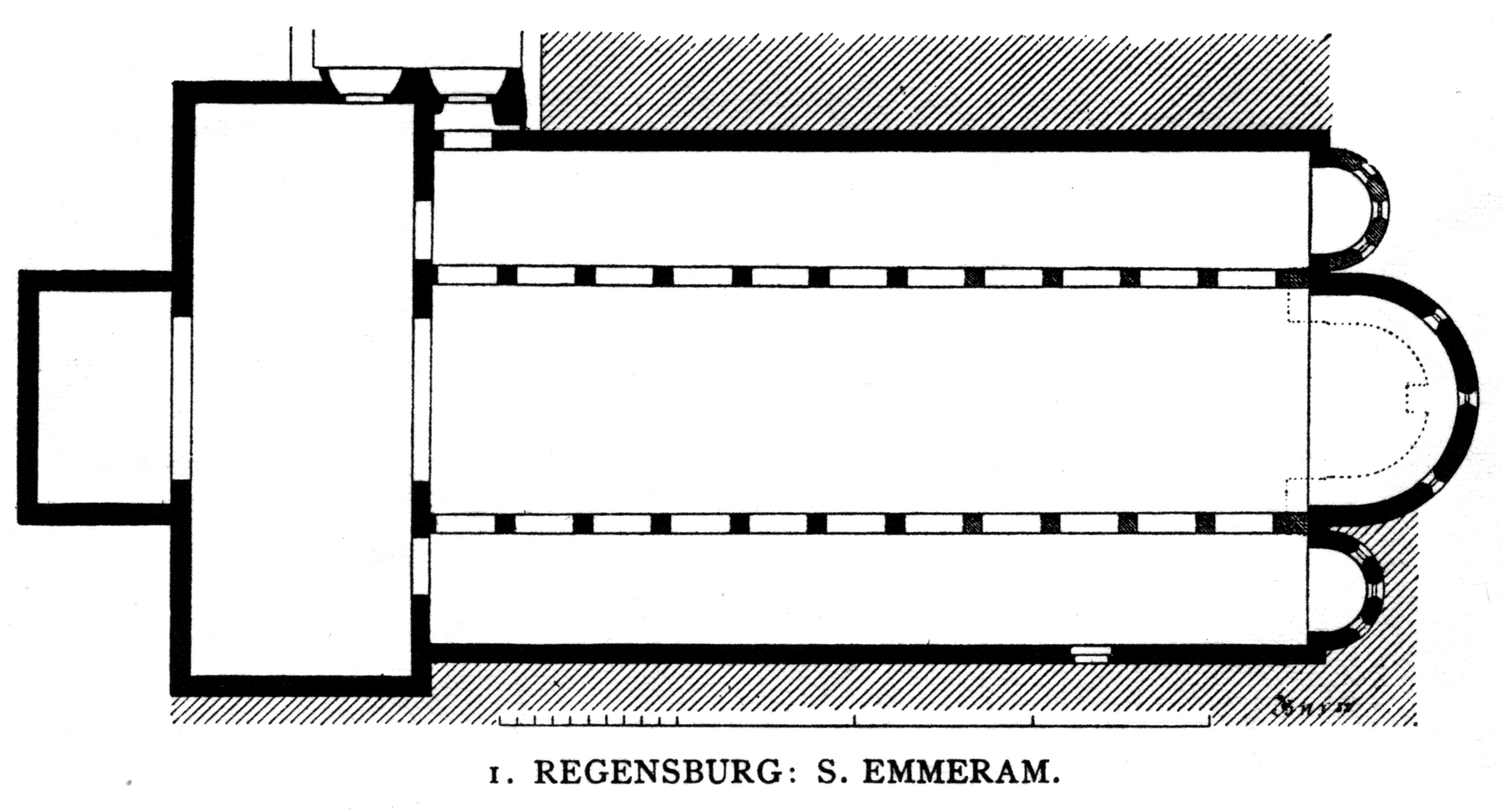
Půdorys kostela před rokem 1050 (Dehio)

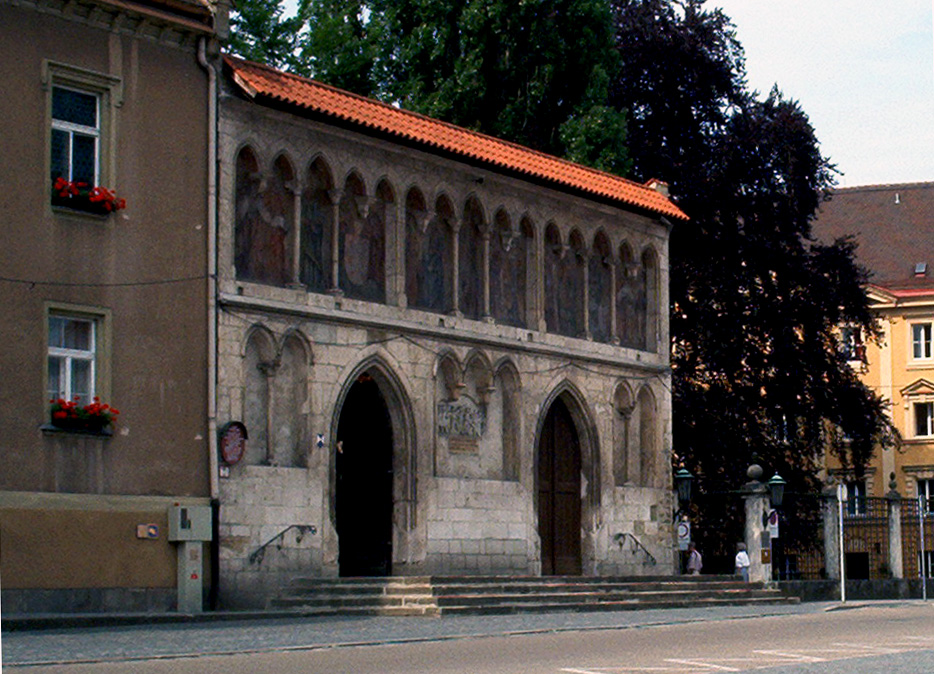
Románský vchod do atria kostela

Zakládací listina kláštera chybí. Mniši podle tradice přišli z kláštera Chammünster v horní Falci, z něhož se  po pozdějších přestavbách dochoval nynější farní kostel ve městě Cham. Kostel sv. Jimrama byl postaven za opata Sintperta (769-791) ve stylu karolínské renesance. Od roku 739 byla ustavena personální unie mezi řezenským biskupem a opatem svatojimramského kláštera. Svatý Wolfgang, zvolený biskupem roku 972, dal přistavět knihovnu a vybavil ji knihami. Císař Karel Holý daroval klášteru cenný rukopis ve zlatých deskách, zvaný Codex aureus St. Emmerami. Opat Raumwold vystavěl kolem roku 980 na východní vnější straně kostela první otonskou kryptu. Za opata Reginwarda byla v letech 1048-1060 přistavěna západní část chrámu s příčnou lodí (transeptem), chórem sv. Dionýsia Areopagity, západní kryptou sv. Wolfganga (do níž byly světcovy ostatky přeneseny roku 1052) a kaplí sv. Maří Magdalény. Obnnova chrámu v románském  slohu následovala po požárech v letech 1062-10687 a 1166.  
Císař Karel VI. roku 731 opatství povýšil na knížecí (Fürstabtei), to znamenalo, že každý opat byl při své instalaci zároveň nobilitován na knížete. 
21. března 1803 byl klášter zrušen. Roku 1811 jeho budovy získala knížecí rodina Thurn-Taxisů výměnou za předání poštovních práv a služeb bavorskému státu.
Papež Pavel VI. kostel roku 1964 prohlásil za baziliku minor. 

## Chrámová architektura a interiér
- Kostel sv. Jimrama je původem karolínská trojlodní bazilika s východním chórem zaklenutým konchami tří polokruhových apsid, se západní příčnou lodí (transeptem) s vyvýšenými třemi západními chóry, pod nimiž je krypta. Boční lodi mají gotické křížové klenby, hlavní loď má barokní valené stlačené klenby s výsečemi, jež stejně jako stěny vyzdobili bratři Asamové v letech 1731-1733 freskami a štukaturami. Románské západními chóry jsou z doby kolem roku 1060 a mají dřevěné kazetové stropy s malbou ze 17. století. Chrám byl vyhrazen pro mnichy a klér.
- Gotický kamenný sarkofág s ležící sochou sv. Wolfganga, v severní boční lodi kostela
- Náhrobní deska královny Hemmy († 876), manželky císaře Ludvíka Němce; raně gotická deska (kolem r. 1280),  druhotně vsazená do severní stěny
- Kojící madona, pozdně gotický deskový obraz (kolem roku 1440)
- Krypta sv. Wolfganga - síňová pětilodní románská stavba z 11. století; Wolfgangovy ostatky ve zlatém novorománském sarkofágu z roku 1877 jsou vloženy do menzy hlavního oltáře; oltářní retábl s reliéfy je z roku 1614, před ním druhý oltář ze 2. poloviny 20. století; hroby císařů: Arnulf Korutanský, Ludvík Dítě a královna Hemma.
- Věž je šestipatrová samostatně stojící zvonice (kampanila) z let 1575-1579, s barokní makovicí, nahradila středověkou věž
- Atrium při severní straně klášterního kostela má románský portál, přibližně obdélný dvůr se vzrostlými stromy a náhrobními deskami, vede do klenuté předsíně (nartexu) se třemi vchody do kostela. Na pilastrech mezi nimi jsou vsazeny tři románské reliéfy: Krista, sv. Emerama a sv. Donýsia Areopagity.
- Kostel sv. Ruperta je asymetricky řešaná dvoulodní románská bazilika z 11. století, která přiléhá ke kostelu ze severní strany. Loď byl přestavěna v gotickém slohu a uvnitř zbarokována v první třetině 18. století. Sloužil laikům jako farní kostel.

## Klášter
- Gotická křížová chodba a rajská zahrada
- Kapitulní síň - gotická
- Refektář
- Knihovna - rukopisy a vzácné tisky jsou v Bavorské národní knihovně v Mnichově
- Klášterní zahrada s rybníkem, nyní Zámecký park sv. Emmerama s jezírkem je volně přístupný a sahá až k železničnímu nádraží
- Okolí:středověká západní městská brána

## Galerie

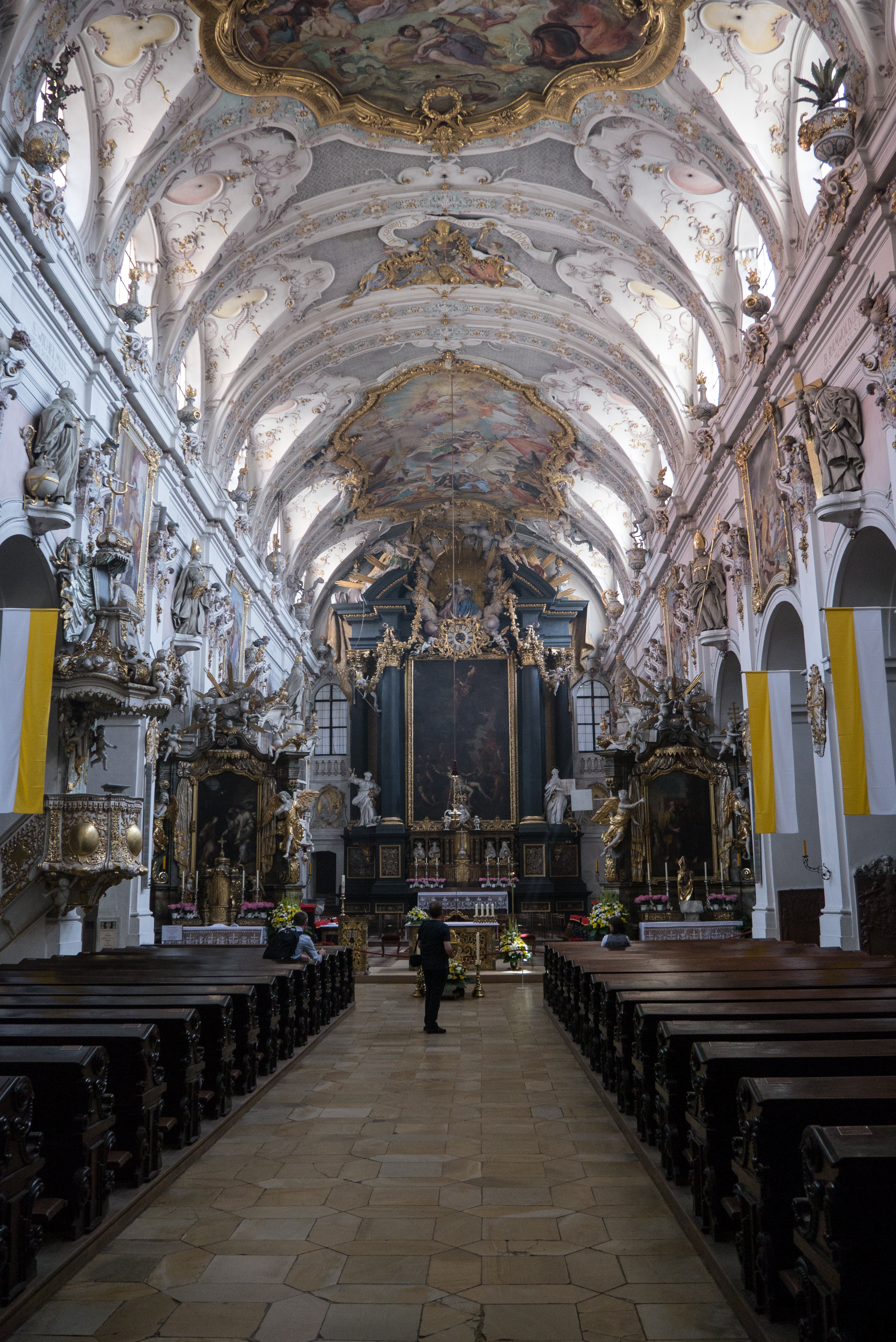
Interiér hlavní lodi kostela
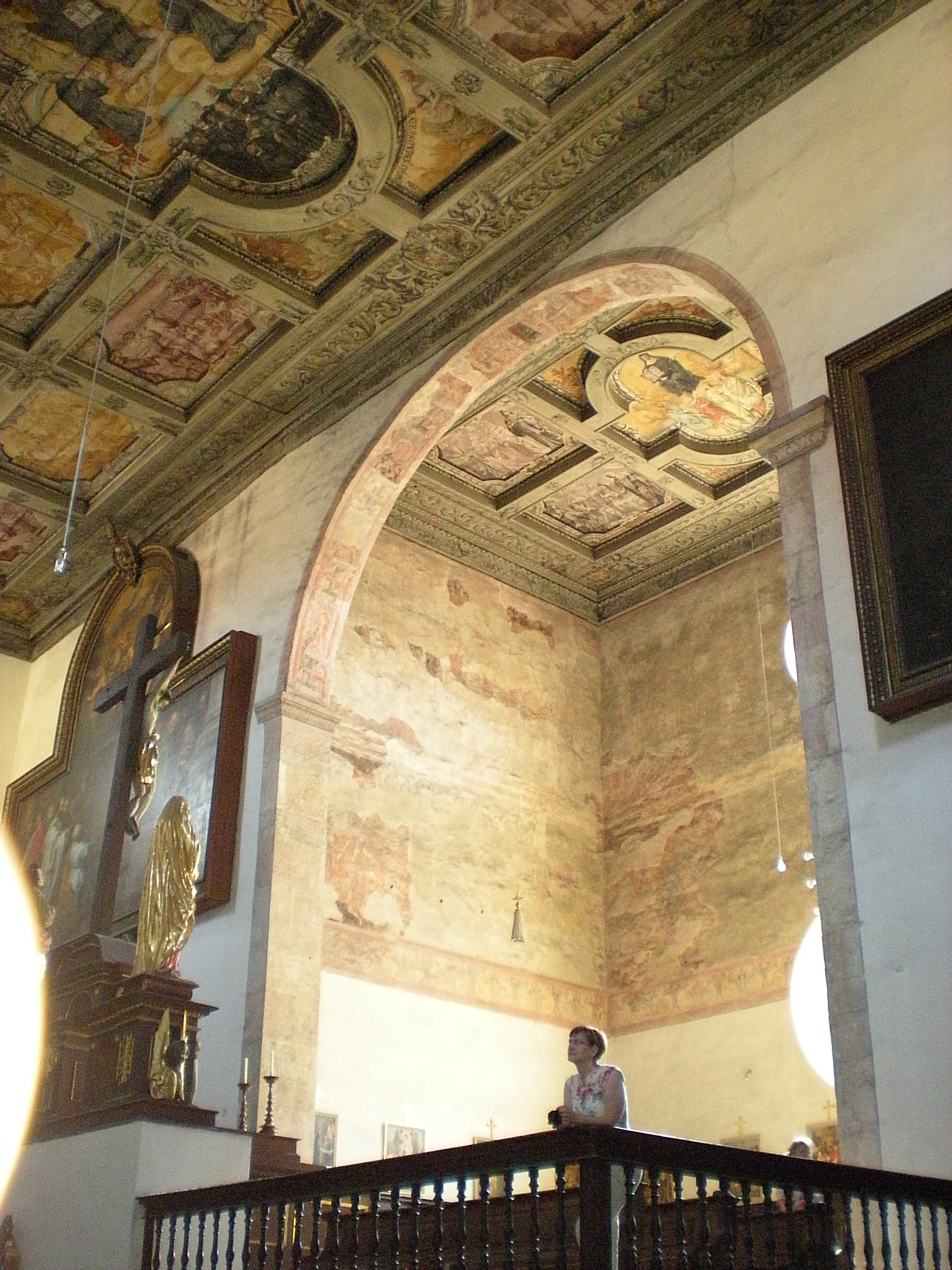
Západní transept a kazetový strop
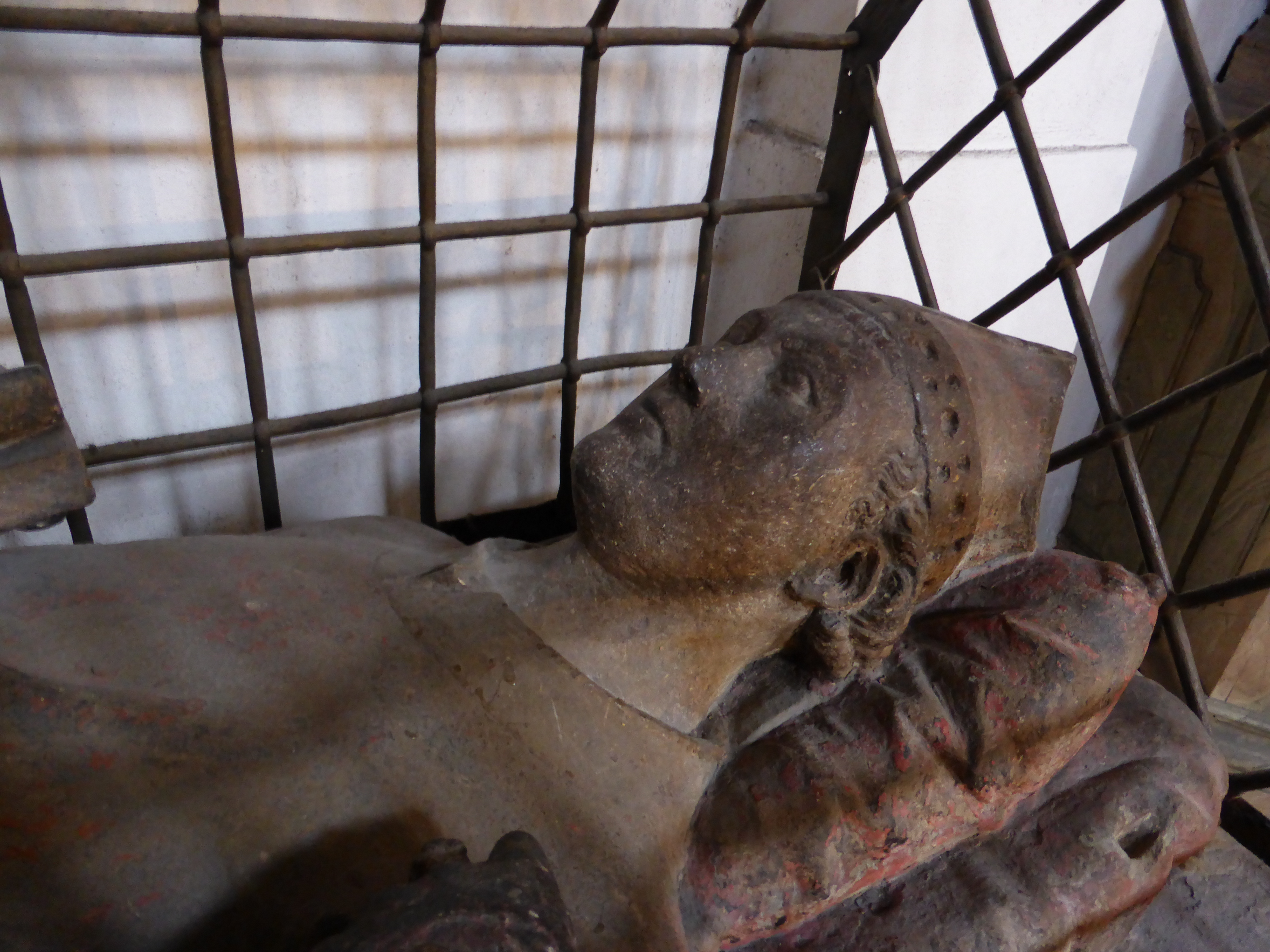
Tvář sv. Wolfganga z kenotafu
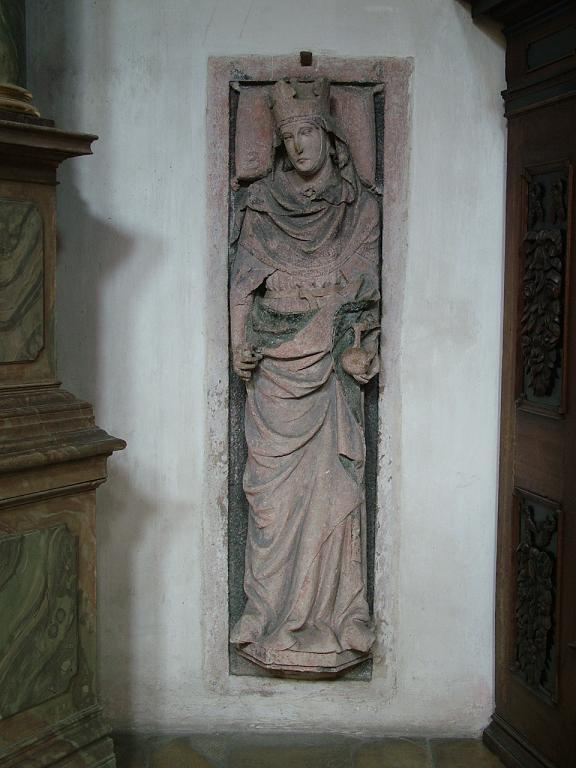
Náhrobek královny Hemmy
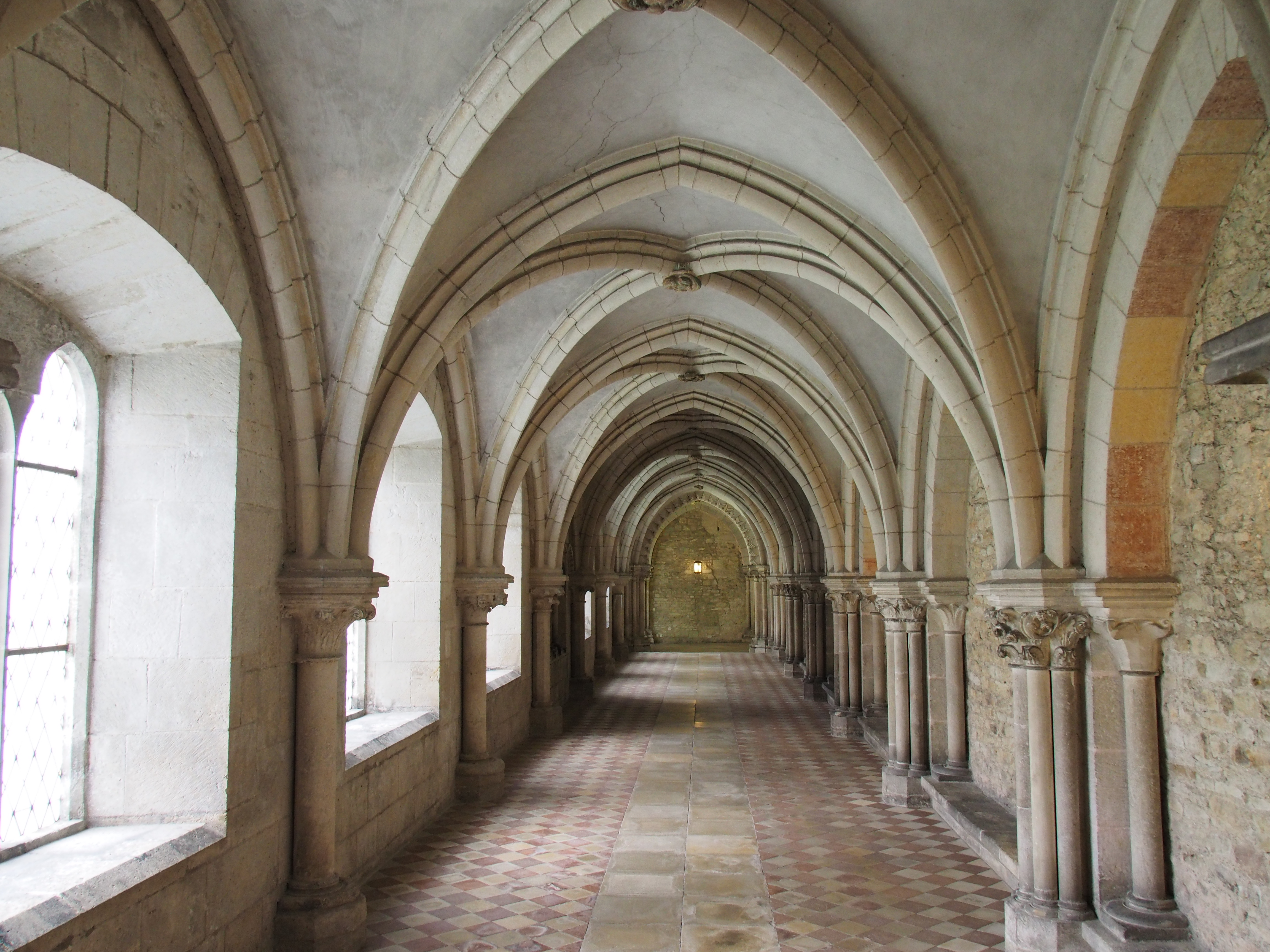
Raně gotická křížová chodba
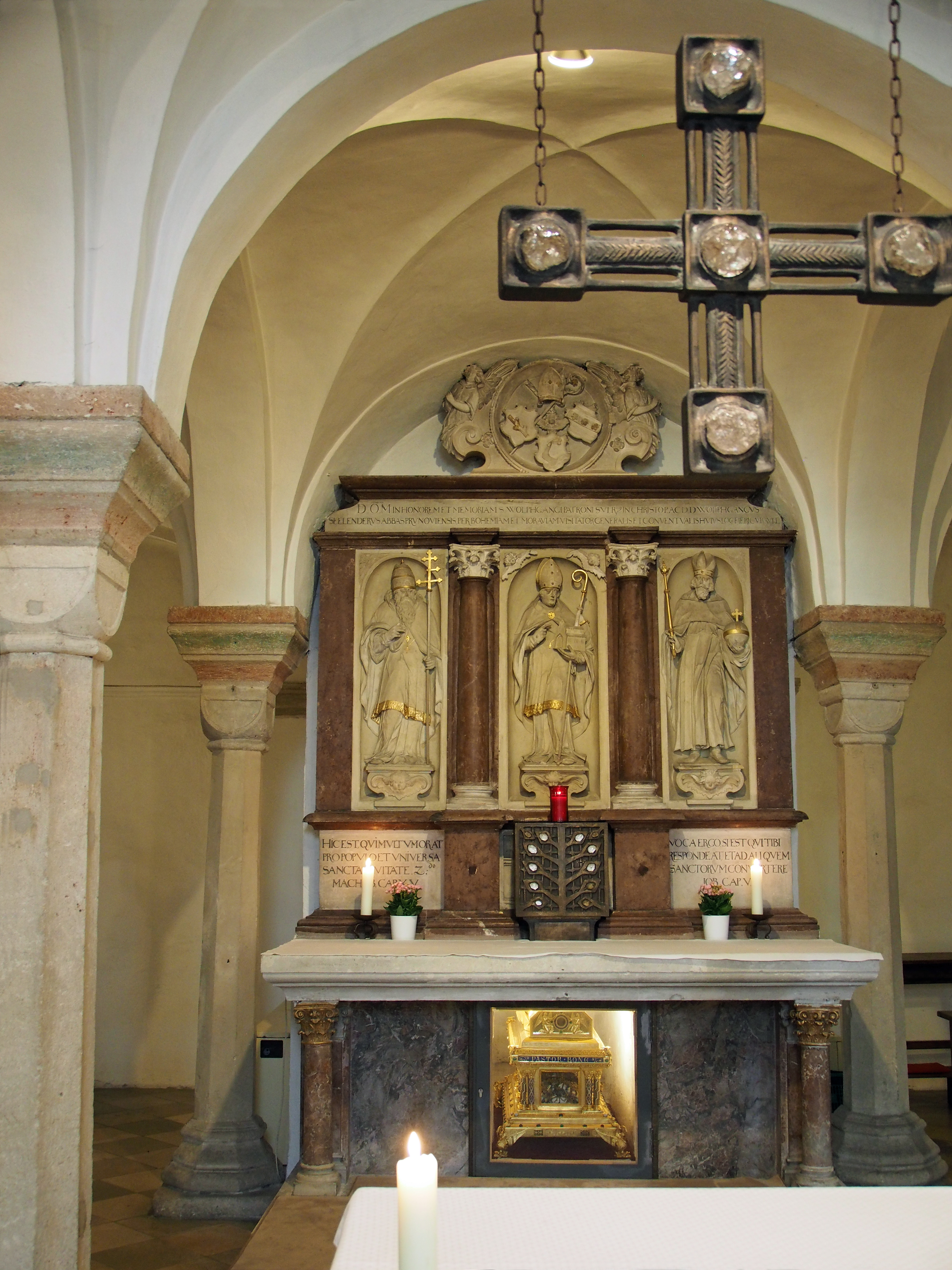
Wolfgangův hrob v kryptě
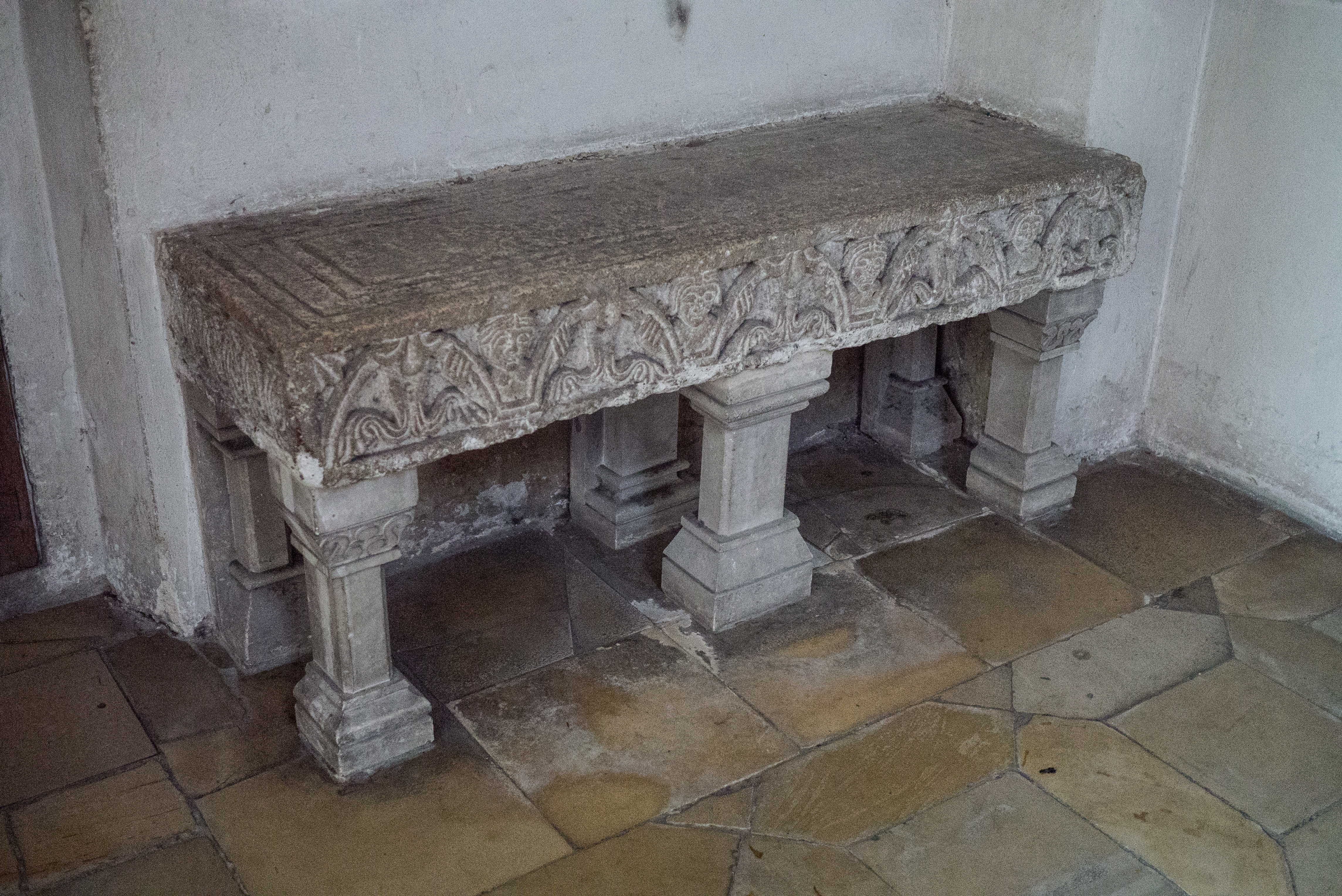
Náhrobek Arnulfa Korutanského
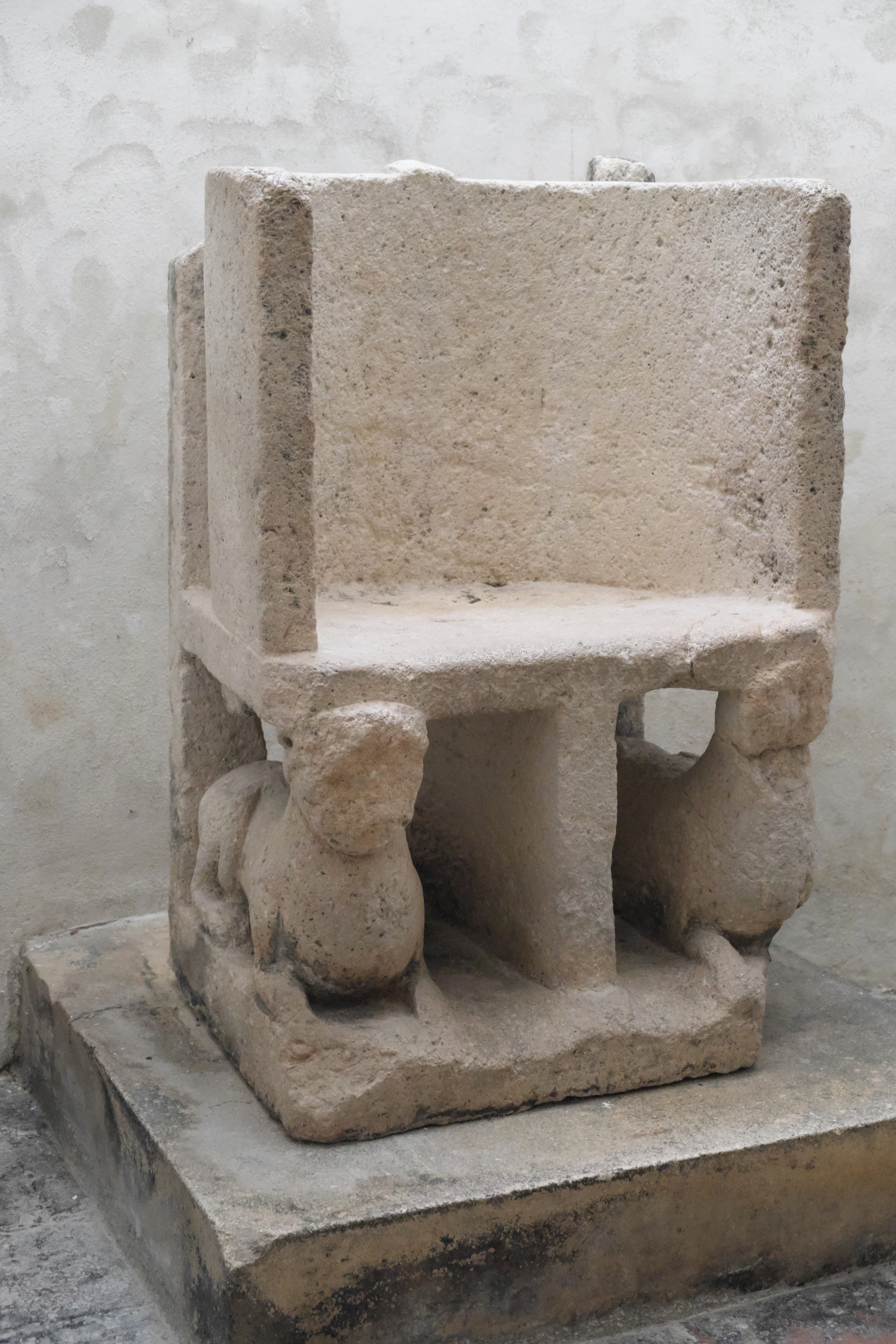
Románský trůn v kryptě
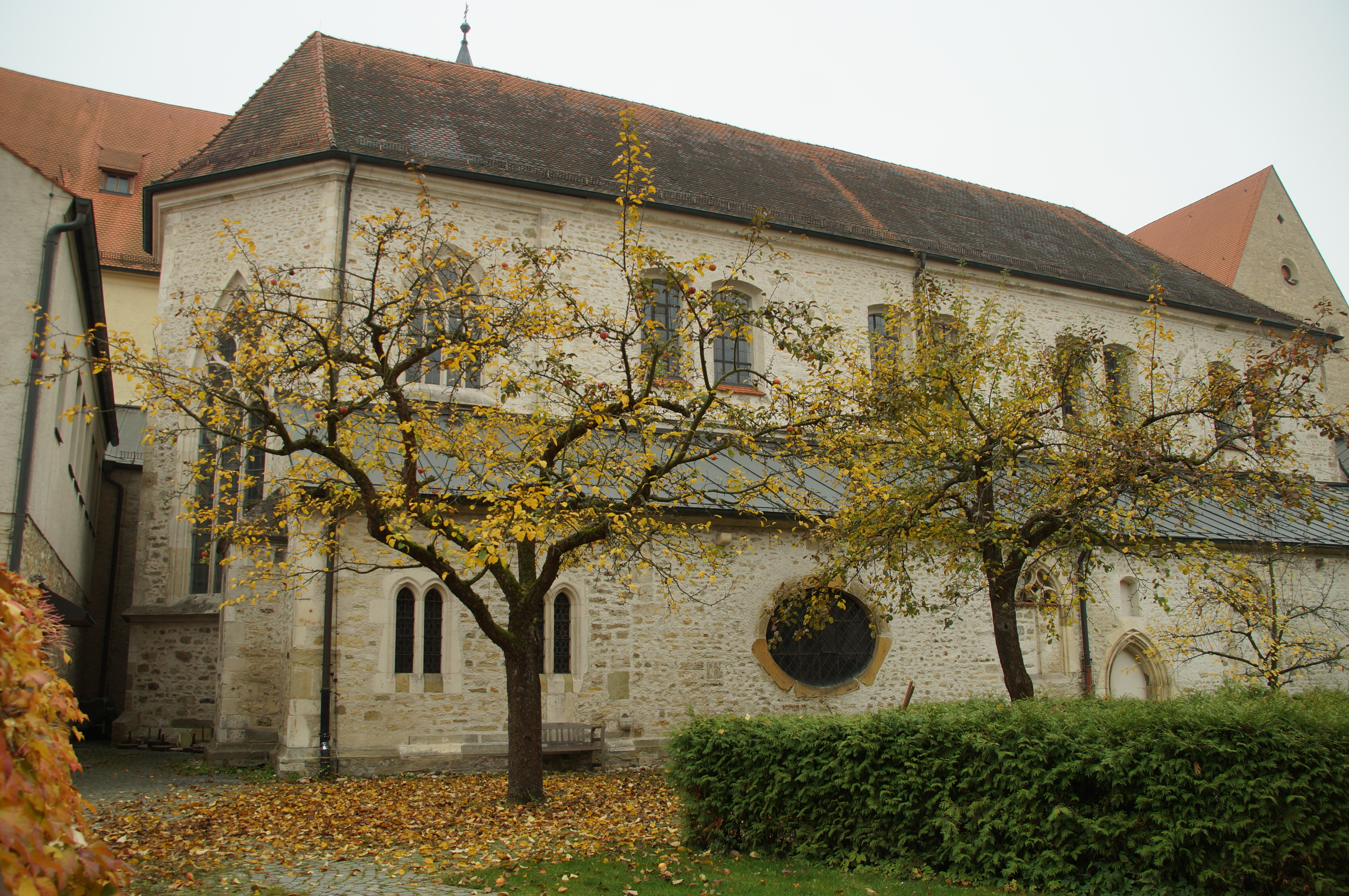
Kostel sv. Ruperta
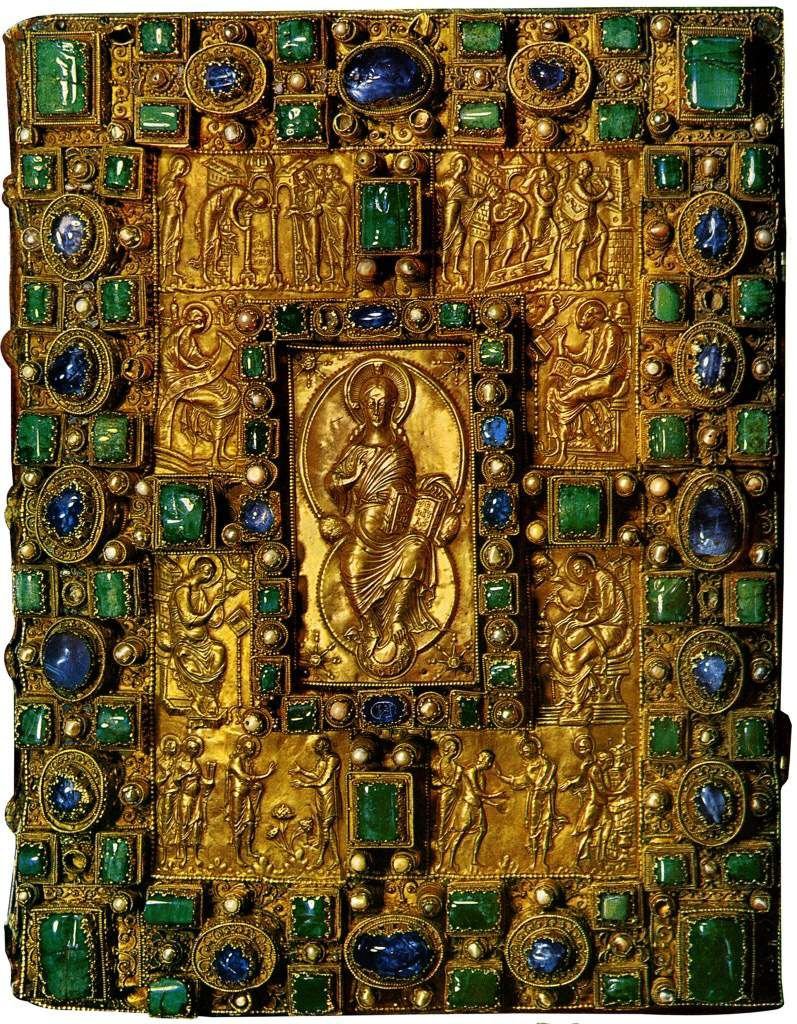
Codex aureus Sv. Jimrama

## Přestavba kláštera na zámek

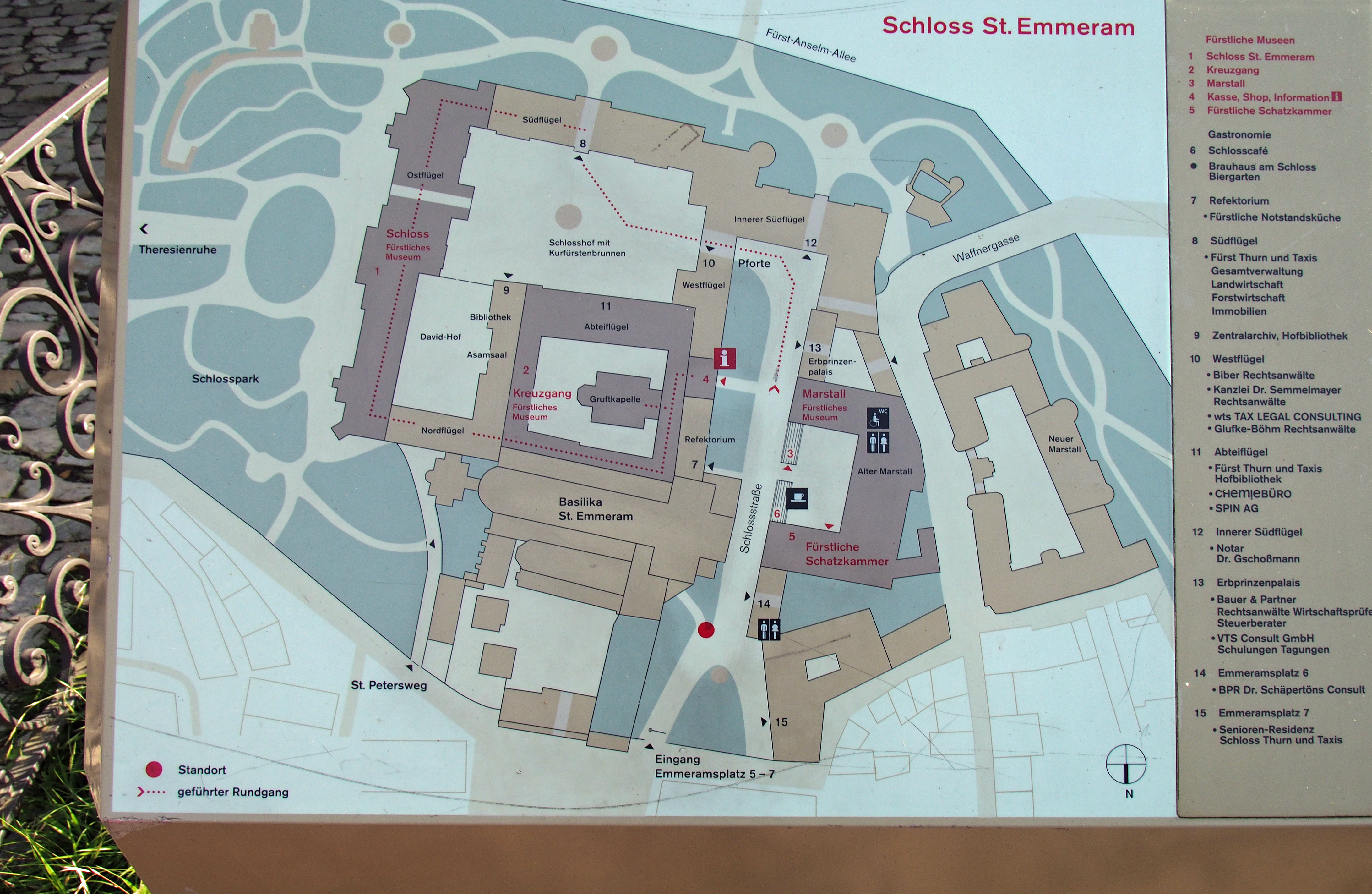
Půdorys kláštera přestavěného na zámek (opačná orientace:sever je dole)

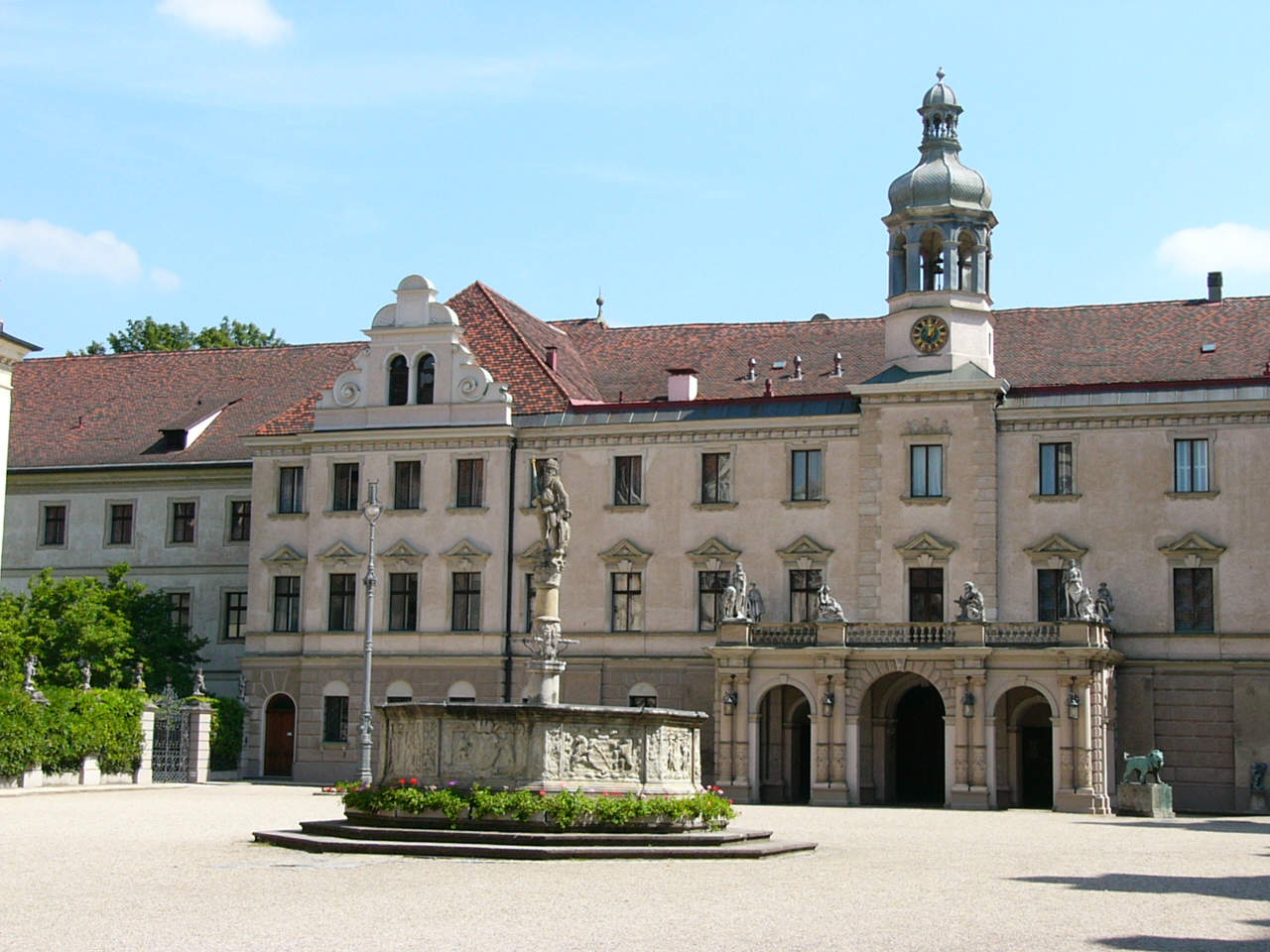
Novorenesanční průčelí zámku

Jako náhradu za postoupení poštovních práv a služeb, která do té doby knížecí rod Thurn a Taxis v Německu i Rakousku držel, získala rodina v letech 1810-1812 od Bavorského království sekularizované budovy trojkřídlé klášterní budovy s refektářem, dormitářem, klášterní kuchyní se schodištěm, tzv. Lví sál, kapitulní síň a sál knihovny. Ke karolínskému a románsko-gotickému celku dal Karel Alexandr z Thurn a Taxisu v letech 1836-1841 přistavět knížecí kapli s kryptou, která sousedí se západním křídlem kláštera. Projekt vypracoval knížecí stavební rada Carl Victor Keim a dozoroval bavorský královský architekt Fridrich von Gärtner. Krypta slouží jako knížecí mauzoleum. V západní části areálu na místě bývalé opatské zahrady byly za vlády knížete Maximiliána Karla v roce 1827 podle plánů bavorského stavitele Jeana Baptisty Métiviera vystavěn trojkřídlý areál stájí, koníren a jízdárna s arénou, vyzdobené reliéfy Ludwiga Schwanthalera. Byly využívány nejen k ustájení, ale hlavně k výcviku a předvádění koní při veřejných představeních, proto měly velké hlediště. 

### Služby pro návštěvníky
- Prohlídka zámku, Thurn-Taxisovské kaple a hrobek (3 denně s průvodcem)
- Prodejna suvenýrů
- Thurn-Taxisovská pokladnice, muzeum a jízdárna (v roce 2023 zavřené)
- Gastroprovoz (bistro) a pivovar.